# Melissa Bell
Melissa Bell, née le 26 septembre 1972 à Londres, est une journaliste anglo-française. Spécialiste des relations internationales, elle est correspondante de la chaîne de télévision CNN à Paris (France).

## Biographie
D’origine anglo-française d’une mère française et d’un père anglais, Martin Bell, lui-même journaliste pour la BBC à Washington, Melissa Bell a obtenu le bac au Lycée Français. Elle s’est ensuite orientée vers des études de sciences politiques à l'université de Warwick, en Angleterre.

## Carrière
Grand reporter mais aussi chroniqueuse et présentatrice, Melissa Bell a commencé sa carrière en 1996 en travaillant pour diverses agences de presse, dont Reuters à Bruxelles, avant de rejoindre Granada Television à Manchester en 1999. Elle est ensuite passée à la BBC en tant que journaliste politique, où elle a couvert Westminster pendant sept ans. De 2008 à 2016, elle a officié à Paris pour France 24. Parfaitement bilingue, elle est intervenue sur les antennes française et anglaise et a couvert l’actualité sur le terrain en tant que grand reporter ou depuis les studios, comme présentatrice des magazines et des journaux. C’est elle notamment qui récupérera la présentation du Débat après le départ de Vanessa Burggraf. C’est une véritable experte des questions africaines et du monde arabe et elle a été habituée à enquêter dans des conditions difficiles sur des terrains délicats comme Haïti, en Égypte, au Niger ou la Côte d’Ivoire notamment.
Alors qu’elle était rédactrice politique puis rédactrice des affaires internationales chez France 24, Melissa Bell s’est révélée être un atout précieux pour CNN en apportant sa contribution à de nombreux reportages notamment sur les attentats de Charlie Hebdo, au Bataclan, à Nice et au Mali.
Depuis octobre 2016, Melissa Bell est la correspondante de CNN à Paris. Pour la chaîne d’info américaine, elle débute par la couverture du démantèlement de la jungle de Calais. Elle est l’une des premières à prendre l’antenne lors de l’attentat des Champs-Élysées le jeudi 20 avril 2017. Elle a notamment couvert les élections présidentielles de 2017 en France en apportant son expertise et une vision internationale de la campagne aux médias français. Invitée surprise de l’émission de l’entre-deux-tours « Elysée 2017 » sur TF1 au cours de laquelle elle a interrogé les deux finalistes de l’élection présidentielle Marine Le Pen et Emmanuel Macron.
Ses enquêtes les plus récentes comprennent un reportage sur le trafic d’esclaves et la prostitution dans le bois de Vincennes réalisée dans le cadre du CNN Freedom Project et sur des femmes abusées sexuellement par des prêtres.
Elle a également récemment couvert en direct les manifestations des Gilets jaunes à Paris au cours de l’hiver 2019.
Reconnue pour son expertise, la journaliste intervient régulièrement sur les plateaux d’émission politique et de débats (complément d’enquête, Quotidien, C dans l’air, C l'hebdo etc.) ainsi que lors de différents événements à l’occasion de conférences ou keynotes.